# 欸乃
《欸乃》，是一首古琴曲，亦稱漁歌、欸乃歌，爲了與另外一首曲子《漁歌》區別而也稱北渔歌。其琴譜最早見於明朝的《西麓堂琴统》，現存版本多達二十餘，流傳最廣的是管平湖依《天聞閣琴譜》打譜，刪減為八段的版本。此曲有時會以柳宗元的《渔翁》诗作琴歌，二者或有密切関係。欸乃為船夫號子，在曲中反復出現，而樂曲表達的也是船夫或纤夫劳动的場景及心情。